# یوگینیا تیموفیوا
یوگینیا دیمیتریوا تیموفیوا (روسی: Евгения Дмитриевна Тимофеева؛ ۲۳ دسامبر ۱۹۱۹– ۱۳ ژوئن ۱۹۹۲) سرگرد خلبان بمب افکن Pe-2 نیروی هوایی شوروی و اولین زنی بود که با این بمب‌افکن پرواز کرد.
وی به عنوان خلبان هنگ ۵۸۷ هواپیمایی بمب افکن در ابتدا به عنوان فرمانده اسکادران خدمت می‌کرد اما بعداً در زمان جنگ به معاون فرمانده هنگ ارتقا یافت. در پایان جنگ جهانی دوم او ۴۵ پرواز با Pe-2 انجام داد.

## افتخارات
- نشان پرچم سرخ (۱۹۴۳ و ۱۹۴۵)
- نشان جنگ میهنی (۱۹۴۳ و ۱۹۸۵)[۵]